# Neogobius fluviatilis
Neogobius fluviatilis é uma espécie de peixe da família Gobiidae.
Pode ser encontrada nos seguintes países: Bulgária, Hungria, Moldávia, Roménia, Rússia, Sérvia e Montenegro, Turquia, Turquemenistão e Ucrânia.